# Kamandi
Kamandi (The Last Boy on Earth) è un fumetto originariamente pubblicato negli USA dalla DC Comics dall'ottobre-novembre 1972 al settembre-ottobre 1978 (59 numeri), con periodicità inizialmente bimestrale, poi mensile ed infine ancora bimestrale.
La serie fu ideata da Jack Kirby e scritta da Kirby medesimo (fino al numero 37 edizione americana e poi disegnando soltanto i numeri dal 38 al 40), G. Conway, M. Pasko e G. Conway, D. O'Neil, E. S. Maggin, S. Englehart.
Il fumetto racconta di una terra distrutta dalle radiazioni, dove pochi uomini sopravvissuti vivono in bunker sotterranei. Kamandi, dopo la morte del nonno, abbandona il proprio bunker e affronta il mondo di superficie, dominato dagli animali oramai divenuti umanoidi ed intelligenti.
Il fumetto, con il titolo Kamandi, nuova era anno zero, è stato edito in Italia dalla Editoriale Corno tra il 30 marzo 1977 e il 28 agosto 1978 (38 numeri bisettimanali, al cui interno sono stati pubblicati i primi 52 numeri della serie originale). L'albo, nel classico formato a 48 pagine della Corno, conteneva - oltre a Kamandi - fumetti della serie Jimmy Olsen (tratti dall'albo americano Superman's Pal Jimmy Olsen dal 133 al 148, anni 1970-1972), Orion (dall'albo americano New Gods, numeri 1-11 del 1971 e 1972), Uomo di Sabbia (Sandman, 1-5 del 1974 e 1975). I numeri realizzati da Kirby (fino al n. 40) sono stati ripubblicati in versione completa in bianco e nero stile showcase americani, nel 2009 dalla Planeta De Agostini in un unico volume.
Nel 2017 la casa editrice Lion Comics (Rw Edizioni) pubblica tutti i 40 numeri scritti e disegnati da Jack Kirby in due volumi cartonati.

## Storia editoriale

### Creazione
Il caporedattore Carmine Infantino della DC Comics aveva cercato di acquisire i diritti per la pubblicazione del fumetto tratto dal film di successo Il pianeta delle scimmie. Non essendo riuscito nell'impresa, chiese a Jack Kirby di ideare una serie di ambientazione simile. Kirby non aveva visto il film ma conosceva a grandi linee la trama, ed inoltre aveva già creato una storia simile, The Last Enemy!, pubblicata nel 1957 dalla Harvey Comics in Alarming Tales n. 1, addirittura precedente al romanzo originale La Planète des singes di Pierre Boulle. Egli aveva anche disegnato una striscia risalente al 1956 che era rimasta inutilizzata, intitolata Kamandi of the Caves. Kirby mise insieme tutti questi elementi per creare Kamandi. Sebbene i suoi piani iniziali fossero di non disegnare egli stesso la serie, la cancellazione di Forever People gli diede il tempo di dedicarvisi.

### La serie
La serie di Kamandi debuttò nelle edicole negli Stati Uniti nell'ottobre 1972 con cadenza bimestrale. Fu scritta e disegnata da Jack Kirby fino al numero 37 del gennaio 1976. Kirby si occupò di disegnare anche i numeri 38, 39 e 40, sebbene i testi fossero di Gerry Conway. Successivamente Kirby abbandonò la DC Comics, ma la serie proseguì ugualmente, inizialmente scritta da Conway e disegnata da Chic Stone. In seguito si alternarono alla serie Paul Levitz, Dennis O'Neil, David Anthony Kraft, Elliot S. Maggin, e Jack C. Harris ai testi, con disegni di Pablo Marcos, Keith Giffen, e Dick Ayers. Il fumetto venne cancellato nel 1978, nonostante il buon riscontro commerciale. L'ultimo numero pubblicato ufficialmente fu il 59 (settembre-ottobre 1978). Due ulteriori numeri, il 60 e il 61, completati ma mai pubblicati, furono successivamente inclusi in Cancelled Comic Cavalcade n. 2.

### Cronologia serie originale
Stati Uniti - DC Comics
- 1 The Last Boy on Earth (ottobre-novembre 1972)
- 2 Year of the Rat (dicembre 1972-gennaio 1973)
- 3 The Thing that Grew on the Moon (02/1973)
- 4 The Devil's Arena (03/1973)
- 5 The One-armed Bandit (04/1973)
- 6 Flower (06/1973)
- 7 This is the World of Kamandi the Last Boy on Earth (07/1973)
- 8 Beyond Reason (08/1973)
- 9 Traking Site (09/1973)
- 10 Killer Germ (10/1973)
- 11 The Devil (11/1973)
- 12 The Devil and Mister Sacker (12/1973)
- 13 Hell at Hialeah (01/1974)
- 14 Winner Take All (02/1974)
- 15 The Watergate Secret (03/1974)
- 16 The Hospital (04/1974)
- 17 The Human Gophers of Ohio (05/1974)
- 18 The Eater (06/1974)
- 19 The Last Gang in Chicago (07/1974)
- 20 The Electric Chair (08/1974)
- 21 The Fish (09/1974)
- 22 The Red Baron (10/1974)
- 23 Kamandi and Goliath (11/1974)
- 24 The Exorcism (12/1974)
- 25 Freak Show (01/1975)
- 26 The Heights of Abraham (02/1975)
- 27 Mad Marine (03/1975)
- 28 Enforce the Atlantic Testament (04/1975)
- 29 Mighty One (05/1975)
- 30 U.F.O. the Wildest Trip Ever (06/1975)
- 31 The Gulliver Effect (07/1975)
- 32 Me! (08/1975)
- 33 Blood and Fire (09/1975)
- 34 Pretty Pyra (10/1975)
- 35 The Soyuz Survivor (11/1975)
- 36 The Hotel (12/1975)
- 37 The Crater People (01/1976)
- 38 Pyra Revealed (02/1976)
- 39 The Airquarium (03/1976)
- 40 The Lizard Lords of Los Lorraine (04/1976)
- 41 The Hollywood Hounds (05/1976)
- 42 Gunfight at Coyote Corral (06/1976)
- 43 A Connecticut Mutant in Great Caesar's Court (07/1976)
- 44 The Merchant of Menace (08/1976)
- 45 The Murder is X-rayted (09/1976)
- 46 The Wrath and the Fury (10/1976)
- 47 Assault on the Clouds (11/1976)
- 48 The Betrayal (12/1976)
- 49 Trial by Fear (febbraio-marzo 1977)
- 50 The Death Worshippers (aprile-maggio 1977)
- 51 The Next to the Last Boy on Earth (giugno-luglio 1977)
- 52 Sing a Song of Survival (agosto-settembre 1977)
- 53 The Catnip Connection (ottobre-novembre 1977) (inedito in Italia)
- 54 The Eternity Trap! (dicembre 1977-gennaio 1978) (inedito in Italia)
- 55 The Vortex Beast (febbraio-marzo 1978) (inedito in Italia)
- 56 The Sign of Three (aprile-maggio 1978) (inedito in Italia)
- 57 Behold: Evermore (giugno-luglio 1978) (inedito in Italia)
- 58 Enter the Legionnaire (agosto-settembre 1978) (inedito in Italia)
- 59 The Wondrous Western Wall (ottobre-novembre 1978) (inedito in Italia)

Italia - Editoriale Corno
- 1 Il sopravvissuto (30/03/1977)
- 2 L'anno del topo (13/04/1977)
- 3 La cosa venuta dalla Luna (27/04/1977)
- 4 L'arena demoniaca (11/05/1977)
- 5 La macchina della morte (25/05/1977)
- 6 Una donna chiamata Fiore (08/06/1977)
- 7 Il feticcio mostruoso (22/06/1977)
- 8 Al limite della follia (06/07/1977)
- 9 La casa orbitante (20/07/1977)
- 10 Il germe omicida (03/08/1977)
- 11 Il supermarket dell'orrore (17/08/1977)
- 12 Click Clack (31/08/1977)
- 13 La corsa della morte (14/09/1977)
- 14 Un uomo in premio (28/09/1977)
- 15 I segreti del Watergate (12/10/1977)
- 16 Tutto iniziò così (26/10/1977)
- 17 Le talpe umane (09/11/1977)
- 18 Il super verme (23/11/1977)
- 19 L'ultima banda di Chicago (07/12/1977)
- 20 La sedia elettrica (21/12/1977)
- 21 Il mostro degli abissi (04/01/1978)
- 22 Il Barone Rosso (18/01/1978)
- 23 Il prezzo della vittoria (01/02/1978)
- 24 L'esorcista (15/02/1978)
- 25 Il circo dei Mutanti (28/02/1978)
- 26 Il picco di Abramo (13/03/1978)
- 27 Intrappolato (29/03/1978)
- 27 Il testamento atlantico (29/03/1978)
- 28 L'eroe del passato (10/04/1978)
- 28 UFO il viaggio più fantastico (10/04/1978)
- 29 Effetto Gulliver (24/04/1978)
- 29 Io! (24/04/1978)
- 30 La creatura del Dottor Canus (08/05/1978)
- 30 La bella Pira (08/05/1978)
- 31 La preda ambita (22/05/1978)
- 31 L'albergo (22/05/1978)
- 32 Braccati (05/06/1978)
- 32 La rivelazione di Pira (05/06/1978)
- 33 Distruggete il diverso (19/06/1978)
- 33 Le lucertole padrone di Los Lorraine (19/06/1978)
- 34 I segugi di Hollywood (03/07/1978)
- 34 Sfida a Coyote Corral (03/07/1978)
- 35 Il traditore (17/07/1978)
- 35 Il mercante di pericoli (17/07/1978)
- 35 Omicidio a raggi X (17/07/1978)
- 36 La spirale della morte (31/07/1978)
- 36 Assalto tra le nubi (31/07/1978)
- 36 Tradimento (31/07/1978)
- 37 O.M.A.C. (14/08/1978)
- 37 Gli adoratori della morte (14/08/1978)
- 38 L'ultima lotta (28/08/1978)
- 38 Una canzone per sopravvivere  (28/08/1978)

### Revival:The Kamandi Challenge
Come parte della "Rinascita DC" e per commemorare il 100º anniversario della nascita di Jack Kirby, nel gennaio 2017 la DC pubblicò il primo numero di The Kamandi Challenge, una miniserie in 12 parti in edizione limitata.
Tra gli sceneggiatori che lavorarono alla miniserie ci furono Dan Abnett, Peter Tomasi, Jimmy Palmiotti, James Tynion IV, Bill Willingham, Steve Orlando, Marguerite Bennett, Keith Giffen, Tom King, Greg Pak, Rob Williams e Gail Simone; mentre i disegni furono affidati a Dale Eaglesham, Neal Adams, Amanda Conner, Carlos D'Anda, Ivan Reis, Philip Tan, Dan Jurgens, Steve Rude, Kevin Eastman, Joe Prado, Walter Simonson e Ryan Sook.

## Biografia del personaggio
Nel fumetto, Kamandi è un ragazzo adolescente che vive sulla Terra in un futuro post-apocalittico. Il pianeta Terra è stato sconvolto da una misteriosa calamità chiamata il "Grande Disastro". La natura precisa di questo disastro immane non viene mai esplicitamente rivelata nella serie originale, sebbene "abbia qualcosa a che fare con le radiazioni" (nella pagina della posta della serie, Jack Kirby e il suo assistente dell'epoca Steve Sherman affermarono ripetutamente che il "Grande Disastro" non era stato una guerra nucleare, fatto poi confermato nel numero 35 del fumetto). Il disastro aveva spazzato via gran parte della popolazione umana e della sua civiltà. Eccezion fatta per poche sacche isolate di esseri umani sopravvissuti in bunker sotterranei, la terra è sprofondata velocemente in una brutale era pre-tecnologica.
Poco tempo prima del "Grande Disastro", uno scienziato del Walter Reed Army Medical Center, il Dott. Michael Grant, sviluppò una droga chiamata Cortexin, in grado di stimolare l'intelletto animale. Durante la catastrofe, Grant liberò dal laboratorio alcuni animali sui quali aveva sperimentato la droga, e scaricò il Cortexin stesso nell'acquedotto della città da una conduttura dell'acqua rotta. Nei giorni seguenti, gli animali scappati dal parco zoologico nazionale, si abbeverarono all'acquedotto e furono contagiati dalla sostanza.
All'epoca di Kamandi, un periodo non specificato dopo la catastrofe, gli effetti del Cortexin e delle radiazioni rilasciate dal "Grande Disastro" hanno reso evoluti una grande varietà di specie animali (molti dei quali discendenti degli animali fuggiti dallo zoo a seguito del disastro) inclusi barracuda, pipistrelli, ghepardi, coyote, coccodrilli, cani, roditori, gorilla, canguri, leopardi, leoni, lucertole, puma, bradipi, tigri, e lupi; sono diventati bipedi, umanoidi, ed intelligenti, in grado di parlare e ragionare. Altri animali come delfini, orche, e serpenti sebbene siano diventati senzienti, hanno mantenuto più o meno il loro aspetto originario. Le nuove specie di animali intelligenti, equipaggiati con armi e tecnologia recuperata dalle rovine della civiltà umana, sono ora i nuovi padroni del mondo. L'unico animale che apparentemente non sembra aver subito alcuna mutazione, è il cavallo, che funge da mezzo di locomozione principale nella Terra post-apocalittica del dopo disastro.
Gran parte degli essere umani superstiti, sono regrediti a creature primitive e bestiali, con capacità cognitive molto limitate. Alcuni sanno parlare in modo molto primitivo, sebbene possano essere istruiti. La ragione precisa di questo regresso della razza umana resta ambigua nella serie originale. Gli animali evoluti trattano gli umani come bestie, utilizzandoli come schiavi per i lavori pesanti o come animali da compagnia.
Kamandi è l'ultimo superstite del bunker "Command D" situato vicino alla città di New York City. Il nome "Kamandi" è una contrazione errata di "Command D"; non è ben chiaro se Kamandi abbia mai avuto un altro nome. Cresciuto dall'anziano nonno, Kamandi possiede una buona conoscenza del mondo pre-disastro, grazie alla biblioteca di microfilm e a vecchi filmati presenti nel rifugio, ma ha passato la maggior parte della sua vita rinchiuso nel bunker, ed è all'oscuro dello stato attuale delle cose nel mondo esterno. Quando il nonno viene ucciso da un lupo, Kamandi lascia il bunker in cerca di altri esseri umani.
Presto scopre che gli unici altri esseri umani intelligenti rimasti sulla Terra sono Ben Boxer e i suoi amici Steve e Renzi, un trio di mutanti geneticamente modificati per sopravvivere nel mondo post-apocalittico. Il ragazzo stringe amicizia anche con alcuni animali evoluti ma benevoli, come il Dott. Canus, uno scienziato canino del "Grande Cesare" (leader dell'Impero delle tigri), e il figlio adolescente di Cesare, Tuftan. Successive aggiunte alla compagnia includeranno l'aliena Pyra, la ragazza Spirit e il detective Mylock Bloodstalker con il suo socio Doile. Anche gli animali amici, comunque, restano perplessi, stupiti ed infastiditi dal fatto che Kamandi e Ben siano in grado di parlare e di esprimersi correttamente.
Kamandi e i suoi amici decidono di esplorare il mondo del dopo-disastro, nella speranza un giorno di restaurare il predominio e la civiltà della razza umana sulla Terra.

## Altre versioni

### Elseworlds
La miniserie Kamandi: At Earth's End della linea Elseworlds venne pubblicata nel 1993, ma eccezion fatta per il nome, era solo limitatamente collegata al fumetto di Kirby. Questa serie fu poi seguita da Superman: At Earth's End. Entrambe le serie furono scritte da Tom Veitch.

### Superman/Batman
Nel terzo arco di storie della serie Superman/Batman, dove i due eroi viaggiavano nel tempo, incontrarono o combatterono vari personaggi, tra i quali Sgt. Rock, Jonah Hex, Darkseid, e Kamandi.

### Superman & Batman: Generations
In Superman & Batman: Generations III n. 3 (maggio 2003), una delle storie è ambientata durante il secolo immediatamente successivo al "Grande Disastro" causato dal cervello robotizzato di Lex Luthor. Esso si scontra con Superman II, Batman, ed altri sopravvissuti dell'era tecnologica in accordo con animali intelligenti come quelli del mondo di Kamandi.

### Wednesday Comics
Nel 2009 Dave Gibbons e Ryan Sook produssero una striscia settimanale di Kamandi per Wednesday Comics. Le storie apparse su Wednesday Comics hanno una loro continuity separata.

### Multiverso DC
Il sesto numero della linea The Multiversity, intitolato Multiversity Guidebook, include Kamandi e il suo mondo come una delle 52 Terre del Multiverso. Kamandi viene mostrato in cerca di un'antica rovina in questo numero del fumetto.

## Riferimenti in altri media

### Televisione
- Una serie animata dedicata a Kamandi fu in lavorazione alla fine degli anni settanta, ma il progetto venne cancellato prima di entrare nella fase produttiva.[11]
- Kamandi appare in Batman: The Brave and the Bold, doppiato da Mikey Kelley. Nell'introduzione dell'episodio Dawn of the Deadman, lui, il Dott. Canus e Batman evadono da un gruppo di uomini ratto che li aveva catturati. In Last Bat on Earth, Kamandi si unisce a Batman per combattere Gorilla Grodd giunto nell'epoca di Kamandi grazie alla macchina del tempo del professor Carter Nichols. In The Malicious Mr. Mind, Kamandi aiuta Batman quando i Misfit seguono Kamandi nell'epoca di Batman. In Joker: The Vile and the Villainous, Misfit e i suoi robot attaccano Kamandi e i Tiger Men. Quando il portale spaziotemporale si apre invece di Batman accorso in aiuto di Kamandi, arriva il Joker che si allea con i Misfit per sconfiggere Kamandi e i Tiger Men.

### Giocattoli
- Una action figure di Kamandi è stata inserita nella linea DC Universe Classics 14, distribuita nei negozi nel 2010.